# Cung điện Paszkówka
Cung điện Paszkówka (Ba Lan: Pałac w Paszkówce) - một cung điện gia đình thế kỷ XIX thời kỳ Phục hưng Gothic Wężyków nằm ở làng Paszkówka, nằm ở Malopolskie, ở phía nam-tây của Kraków. Hiện tại, cung điện có một khách sạn sang trọng.

## Kiến trúc
Cung điện Paszkówka được thiết kế bởi kiến trúc sư Kraków nổi tiếng, thế kỷ 19, Feliks Księżarski, inter alia, nhà thiết kế của Collegium Novum, tòa nhà chính của Đại học Jagiellonia. Tòa nhà cũ là chỉ có một tầng, với một thành lũy-cầu thang gác cuối cùng, mà ở bên ngoài tạo thành một tháp.
Kiến trúc của cung điện được thiết kế theo phong cách kiến trúc Neo-Gothic, với các yếu tố Neo-Gothic của người Anh. Theo các nhà phê bình kiến trúc, cung điện không thể giống theo tất cả các hình thức kiến trúc Neo-Gothic và như vậy được gắn mác "giả". Các thuộc tính kiến trúc khác biệt chính của tòa nhà là của một tòa tháp Mauretania, phần nhà xây thô và đỉnh tháp. Bên dưới các cửa sổ trên tầng thứ nhất được nhìn thấy là các họa tiết thần thoại.
Cung điện thế kỷ XIX nằm trong một kiểu vườn cảnh quan đặc trưng của Anh. Ở đó, trồng những cây chanh, sồi và cây sừng già. Một phần của khu phức hợp cung điện là khách sạn "Spichlerz", được xây dựng trên nền móng xác thực của kho thóc trước đây.